# Aluminij
Alumínij (iz latiskega alumen – grenka sol, galun) je kemijski element s simbolom Al in vrstnim številom 13. Je mehka, nemagnetna in kovna srebrno bela kovina. V Zemljini skorji je za kisikom in silicijem tretji najpogostejši element in najpogostejša kovina, ki tvori približno 8 % njene mase. Zaradi velike reaktivnosti je v elementarni obliki izjemno redek in omejen samo na ekstremno reduktivna okolja. Udeležen je v več kot 270 različnih mineralih. Glavna aluminijeva ruda je boksit, najpomembnejše spojine pa oksidi in sulfati.
Pomemben je predvsem zaradi majhne gostote in velike odpornosti proti koroziji, ki je posledica pasivacije površine. Njegove zlitine so ključno gradivo v letalski industriji. Pomemben je tudi na področju transporta in konstrukcij.
Zanimivo je, da kljub temu, da je v naravi zelo razširjen, nobena njegova sol ne sodeluje v nobenem presnovnem procesu nobenega živega organizma. Rastline in živali ga kljub temu dobro prenašajo. Njegove soli se zaradi razširjenosti in kakšne druge, morda koristne, biološke vloge še vedno preučujejo.

## Zgodovina
Aluminij je odkril danski fizik in kemik Hans Christian Ørsted leta 1825.
Grki so ga uporabljali tudi v zdravstvene namene, za prekrivanje ran.

## Lastnosti

### Fizikalne lastnosti
Aluminij je relativno mehka, trajna, lahka, žilava in kovna kovina  s srebrnim do motno sivim sijajem, ki je odvisen od hrapavosti površine. Je nemagneten in težko vnetljiv. Neoksidirana folija aluminija je dober reflektor vidne svetlobe (odbojnost je približno 92 %) in odličen reflektor infrardečega sevanja (odbojnost je približno 98 %). Meja plastičnosti čistega aluminija je od 200 MPa do 600  MPa. Ima približno tretjino gostote in  prožnostnega modula železa in se zlahka strojno obdeluje, kuje, uliva in iztiska.
Osnovna celica kovinskega aluminija je ploskovno centrirana kocka.
Aluminij je dober toplotni in električni prevodnik , ki ima 59 % toplotne in električne prevodnosti bakra, vendar samo 30 % njegove gostote. Kritična temperatura njegove superprevodnosti je 1,2 K, kritično magnetno polje pa 100 gavsov (100 militesla).

### Kemijske lastnosti
Odlična korozijska obstojnost aluminija je posledica tankega površinskega sloja aluminijevega oksida, ki nastane v stiku z zrakom in ščiti kovino pred nadaljnjo oksidacijo:
4 Al + 3 O2 →  2 Al2O3
Njegove zlitine z bakrom so manj obstojne proti koroziji zaradi galvanskih reakcij s primešanim bakrom. Obstojnost močno zmanjšajo tudi vodotopne soli, zlasti v prisotnosti drugih kovin.
V zelo kislih raztopinah reagira z vodo in tvori vodik, v močno alkalnih raztopinah pa aluminate:
2 Al + 6 HCl → 2 AlCl3 + 3 H2
2 Al + 2 NaOH + 2 H2O → 2 NaAlO2 + 3 H2
Pasivna zaščita v teh primerih ni učinkovita. Korozijo aluminija povzročajo tudi kloridi, na primer natrijev klorid, kar je eden od glavnih razlogov, da se kuhinjske instalacije nikoli niso izdelovale iz aluminija.
Zaradi na splošno dobre obstojnosti proti koroziji je aluminij ena od redkih kovin, ki v fino uprašenem stanju obdrži odbojnost svetlobe, zato je pogosta sestavina srebrnih zaščitnih premazov. Aluminijeva zrcala imajo med vsemi kovinami največjo odbojnost za svetlobo z valovno dolžino 200-400 nm (UV sevanje) in 3000-10000 nm (dolgovalovno IR sevanje). V vidnem delu svetlobnega spektra (400-700 nm)  ga rahlo prekašata kositer in srebro, v delu spektra blizu IR sevanja pa srebro, zlato in baker.
Pri temperaturah pod 280 °C aluminij oksidira voda, pri čemer nastajajo vodik, aluminijev hidroksid in toplota:
2 Al + 6 H2O → 2 Al(OH)3 + 3 H2
Reakcija je zanimiva predvsem za proizvodnjo vodika iz odpadnega aluminija.

### Izotopi
Aluminij ima mnogo znanih izotopov z masnimi števili 21 do 42. V naravi se pojavljata samo stabilni 27Al in radioaktivni 26Al z razpolovnim časom 7,2x105 let. 27Al je udeležen z več kot 99,9 %. 26Al nastaja v ozračju z razpadom argona zaradi obstreljevanja s protoni iz kozmičnega sevanja. Aluminijevi izotopi so pomembni za datiranje oceanskih sedimentov, manganovih nodulov, ledeniškega ledu, kremena in meteoritov. Rezmerje med 26Al in 10Be se uporablja za preučevanje transporta, odlaganja in shranjevanja depozitov ter erozije na časovni skali 105 do 106 let. Kozmogeni 26Al se je prvič uporabil za preučevanje Lune in meteoritov. Odlomki meteoritov so bili potem, ko so zapustili matična telesa, na potovanju skozi vesolje  izpostavljeni intenzivnemu kozmičnemu sevanju, ki je povzročilo masovno nastajanje 26Al. Po padcu na Zemljo se je zaradi Zemljinega zaščitnega plašča nastajanje 26Al močno zmanjšalo, iz česar je mogoče izračunati čas od padca meteorita na Zemljo. Raziskave meteoritov so pokazale, da je bil 26Al pogost izotop v času nastanka planetarnega sistema. Večina znanstvenikov, ki preučujejo meteorite, je prepričanih,  da je bila energija, ki se je sprostila z razpadom 26Al, odgovorna za taljenje in diferenciacijo nekaterih asteroidov po njihovem nastanku pred približno 4,55 milijarde let.

## Naravna nahajališča
Stabilni aluminij je nastal z zlivanjem vodika in magnezija na velikih zvezdah ali v supernovi.
V Zemljini skorji je z 8,3 utežnimi % najpogostejši kovinski element in za kisikom in silicijem tretji najpogostejši element. Zaradi velike afinitete do kisika so najdbe elementarnega aluminija zelo redke. Pojavlja se predvsem v oksidih in silikatih. Alumosilikati so na primer glinenci, ki so najpogostejša kamnina v Zemljini skorji. Elementarni aluminij se lahko najde samo v okoljih z majhno fugasnostjo kisika, kakršne so notranjosti nekaterih vulkanov. Samorodni aluminij so odkrili v hladnih izvirih v severovzhodnih kontinentalnih pobočjih Južnokitajskega morja. Chen in sodelavci  so leta 2011  postavili  teorijo, da je nastal  z bakterijsko redukcijo tetrahidroksialuminata (Al(OH)−
4).
Aluminij se pojavlja tudi v mineralih beril, kriolit, granat, spinel in turkiz. Al2O3, onečiščen s kromom je drag kamen rubin, onečiščen z železom pa safir.
Aluminijevi minerali kljub razširjenosti aluminijevih spojin  niso gospodarski vir kovinskega aluminija. Skoraj ves aluminij se proizvede iz rude boksita (AlOx(OH)3–2x), ki je nastal s preperevanjem kamnin z majhno vsebnostjo železa in silicija v tropskih klimatskih pogojih. Veliki depoziti boksita so v Avstraliji, Braziliji, Gvineji in na Jamajki. Največja rudarska področja so v Avstraliji, Braziliji, Kitajski, Indiji, Gvineji, Indoneziji, Rusiji in Surinamu.

## Proizvodnja
Najpomembnejša aluminijeva ruda je boksit, ki vsebuje 30-55 % aluminijevega oksida. Ostalo je večinoma kremen in železovi oksidi, ki dajejo boksitu značilno rdečo barvo. Aluminijev oksid se iz rude pridobiva po Bayerjevem postopku, v katerem potekata naslednji glavni kemični reakciji:
Al2O3 + 2 NaOH → 2 NaAlO2 + H2O
2 H2O + NaAlO2 → Al(OH)3 + NaOH
Vmesni produkt natrijev aluminat s poenostavljeno formulo NaAlO2 je topen v zelo alkalni vodi, druge komponente (nečistoče) pa ne. Raztopina aluminijevega hidroksida se s sedimentiranjem in filtriranjem loči od rdečega blata. Hidroksid se nato izkristalizira in s kalciniranjem pretvori v aluminijev oksid – glinico.
2 Al(OH)3 → Al2O3 + H2O
Količina zelo alkalnega odpadnega rdečega blata dvakrat presega količino glinice.
V Sloveniji je glinico po Bayerjevem postopku proizvajala Kemična tovarna Moste v Ljubljani, ustanovljena leta 1906. Boksit so po železnici vozili iz rudnikov v Istri.
Kovinski aluminij se iz glinice proizvaja po Hall-Héroultovem postopku, ki je velik potrošnik električne energije. Glinici se kot talilo primešata kriolit (Na3AlF6) in fluorit  (CaF2), ki znižata njeno tališče na 950-980 °C. Sledi elektroliza nastale taline. Na katodi se izloča kovinski aluminij
Al3+ + 3 e− → Al
na anodi pa se sprošča kisik
2 O2− → O2 + 4 e−
Nastali raztaljeni aluminij se zbira na dnu elektrolitske celice in občasno odlije v različno velike bloke, primerne za nadaljnjo predelavo. Ogljena anoda se zaradi zgorevanja s kisikom troši in jo je treba občasno zamenjati. Elektrolitske celice se obnavljajo vsakih pet do deset let, odvisno od jakosti toka. 
Elektroliza aluminija je ogromen porabnik električne energije. Za kilogram aluminija se v svetovnem povprečju porabi 14,5-15,5 kWh oziroma 52-56 MJ električne energije. Najmodernejše elektrolitske peči so nekoliko varčnejše in porabijo približno 12,8 kWh/kg aluminija. V starejših elektrolizah teče pri napetosti 4-6 V tok 100-200 kA, v modernejših pa približno 350 kA.
Elektrolitski aluminij je več kot 99 %. Večjo čistočo se doseže z elektrolizo raztaljenega aluminija v elektrolitu iz natrijevega, barijevega in aluminijevega fluorida. Tako prečiščen aluminij je 99,99 %.
Električna energija predstavlja 20-40 % proizvodne cene aluminija. V ZDA se za njegovo proizvodnjo porabi približno 5 % celotne porabe električne energije. Proizvajalci aluminija zato postavljajo elektrolize na mestih s poceni električno energijo, na primer v Združenih arabskih emiratih, ki imajo ogromne zaloge naftnega plina, ter Islandiji in Norveški, ki imata obnovljive vire energije. Največji proizvalajci aluminija so Kitajska in Ruska federacija ter Quebec in Britanska Kolumbija (Kanada).
Za proizvodnjjo tone aluminija so potrebne 4 tone boksita, 50 do 60 kg kriolita in fluorita, 
60–800 kg elektrodnega materiala in 15 000 kWh električne energije. Svetovna proizvodnja aluminija leta 2012 je bila 45 milijonov ton, kar je približno 4 % proizvodnje železa.
Do leta 2007 je bila največja svetovna proizvajalka boksita in največja proizvajalka in izvoznica glinice Avstralija, potem pa je njeno vlogo prevzela Kitajska. Avstralija je leta 2013 proizvedla 77 milijonov ton boksita. Pomanjkljivost avstralskih boksitov je visoka vsebnost silikatov, njihova prednost pa da ležijo tik pod površino in so zato lahko dostopni.

## Recikliranje
Odpadni aluminij je teoretično mogoče v celoti reciklirati, pri čemer ne izgubi nobene svoje lastnosti.  Po podatkih Metal Stocks in Society report je na svetu v avtomobilih, zgradbah, elektroniki in drugod vgrajenega 80 kg aluminija na prebivalca. V razvitem svetu je vgrajenega 350–500 kg na prebivalca, v nerazvitem pa samo 35 kg na prebivalca.
Reciklirani aluminij je pomembna surovina za industrijo aluminija. Obsežno recikliranje se je začelo šele v poznih 1960.  letih, ko je začela strmo naraščati poraba aluminijastih pločevink za različne napitke. Postopek je sorazmerno preprost, saj zahteva samo taljenje aluminijastih odpadkov, pri čemer se porabi samo 5 % energije, potrebne za proizvodnjo aluminija iz rude. V procesu nastane do 15 % pepelu podobne žlindre. V sodobnih kontinuirnih  talilnikih nastaja mnogo manj žlindre, pogosto manj kot 1 %.
V Evropi je recikliranje aluminija na zelo visoki ravni, saj se reciklira 42  % pločevink, 85 % gradbenega materiala in 95 % transportnih vozil. Reciklirani ali sekundarni aluminij ima povsem enake fizikalne lastnosti kot primarni. Proizvaja se v zelo različnih oblikah. Uporablja se predvsem v zlitinah in za ekstrudiranje.
Belo žlindro iz proizvodnje primarnega aluminija in procesov recikliranja, ki še vedno vsebuje znatne količine aluminija, se lahko na industrijski način predela v aluminij. V tem procesu nastala žlindra je zelo kompleksen odpadni material, s katerim je težko ravnati. Reagira z vodo, pri čemer nastaja mešanica plinov, med njimi vodik, acetilen in amonijak, ki se na zraku spontano vžge. V stiku z vlažnim zrakom se sprostijo znantne količine amonijaka. Žlindra se kljub omenjenim težavam uporablja kot polnilo za asfalt in beton.

## Spojine

### Oksidacijsko stanje +3
V veliki  večini spojin, vključno z vsemi aluminij vsebujočimi minerali in tržno zanimivimi solmi, je aluminij v oksidacijskem stanju +3. Koordinacijsko število Al3+ v teh spojinah je različno, vendar prevladujeta števili 6 in 4. Skoraj vse njegove spojine so brezbarvne.

#### Halidi
Vsi štirje aluminijevi halidi so dobro znani. Koordinacijsko število Al3+ v AlF3 je 6. Oktaedrična koordinacija je posledica kompaktnosti fluoridnega iona, ki je dovolj majhen, da se okrog majhnega centra Al3+ zbere šest F- ionov. AlF3 sublimira in pri 1291 °C razpade. Trije težji halidi imajo nižja koordinacijsa števila in so dimeri ali polimeri s tetraedričnimi Al centri.
Halidi se pripravljajo z reakcijami kovinskega aluminija s halogeni, vendar so mogoče tudi druge metode. V vodnih raztopinah halidi pogosto tvorijo zmesi, ki na splošno vsebujejo šestkrat koordinirane Al centre, na katere so vezani tako halidi kot vodni ligandi. Aluminij v vodnih raztopinah fluoridov rad tvori kompleksne ione, med njimi  [AlF(H2O)5]2+, AlF3(H2O)3 in [AlF6]3−.  V prisotnosti kloridnega iona tvori polialuminijeve klastre, kakršen je na primer [Al13O4(OH)24(H2O)12]7+.

#### Oksidi in hidroksidi
Aluminij tvori samo en stabilen oksid, ki je v mineralni obliki znan kot korund. Safir in rubin sta različico korunda, onesnaženi s sledovi železa oziroma kroma. Tvori tudi dva oksi hidroksida (AlO(OH)) - minerala bemit in diaspor, in tri trihidrokside – polimorfe bajerit, gibsit in nordstrandit.  Vsi minerali so nastali iz rud v različnih mokrih kislih in bazičnih procesih. S segrevanjem hidroksidov nastane korund. Vsi našteti minerali uporabni in pomembni za proizvodnjo aluminija.

#### Karbid, nitrid in sorodne spojine
Aluminijev karbid (Al4C3) nastane s segrevanjem zmesi obeh elementov nad 1000 °C. Bledo rumeni kristali karbida imajo tetraedrično koordinirane aluminijeve centre. V reakcijah z vodo in  razredčenimi kislinami nastaja metan. S prepihovanjem acetilena preko segretega aluminija nastane acetilid Al2(C2)3.
Aluminijev nitrid (AlN) je edini znani aluminijev nitrid, ki ima, v nasprotju z oksidi, tetraedrične Al centre. Sintetizira se s segrevanjem elementov pri 800 °C. Na zraku je stabilen. Uporaben je predvsem zaradi velike toplotne prevodnosti.
Podobno je zgrajen tudi aluminijev fosfid (AlP), ki hidrolizira v fosfin:
AlP + 3 H2O → Al(OH)3 + PH3

### Organske spojine in hidridi
Obstaja več različnih spojin z empiričnima formulama  AlR3 in AlR1.5Cl1.5. Spojine imajo običajno tetraedrične Al centre. Takšen je na primer trimetilaluminij s formulo Al2(CH3)6. V spojinah z velikimi organskimi skupinami ima aluminij zaradi prostorske stiske koordinacijo tri. Takšen je na primer triizobutilaluminij. Spojine se na veliko uporabljajo v industrijski kemiji, čeprav so pogosto zelo samovnetljive. Obstaja tudi nekaj analognih borovih organskih spojin, vendar samo z majhnimi organskimi skupinami.
Od hidridov je pomemben litijev aluminijev hidrid LiAlH4, ki se uporablja kot reducent v organski kemiji. Sintetizira se ga lahko iz litijevega hidrida in aluminijevega triklorida:
4 LiH + AlCl3 → LiAlH4 + 3 LiCl
Uporabnih je tudi več derivatov LiAlH4, na primer natrijev bis(2-metoksietoksi)dihidridoaluminat. Najenostavnejši hidrid je aluminijev hidrid ali alan, ki ostaja v domeni laboratorijev. Hidrid je v nasprotju z borovim hidridom (BH3)2  polimer s formulo  (AlH3)n.

### Oksidacijski stanji +1 in +2
Aluminij je v veliki večini spojin v oksidacijskem stanju +3, vendar tvori tudi nekaj spojin v nižjih oksidacijskih stanjih. Nekatere so pomembni prekurzorji  trovalentnih aluminijevih spojin.

#### Aluminij(I)
V plinski fazi obstajajo spojine AlF, AlCl in AlBr, ki nastanejo s segrevnjem trihalidov z aluminijem. AlI pri sobni temperaturi ni stabilen in razpade v trijodid in aluminij:
3 AlI → AlI3 + 2 Al
Stabilen derivat aluminijevega monojodida je ciklični adukt s trietilaminom Al4I4(NEt3)4. Teoretično zanimiva sta tudi izjemno nestabilna Al2O in Al2S. Al2O nastaja s segrevanjem aluminijevega oksida s silicijem pri 1800 °C v vakuumu. Produkt hitro disproporcionira v reaktante.

#### Aluminij(II)
Zelo enostavne Al(II) spojine so odkrili v reakcijah kovinskega aluminija z oksidanti. Aluminijev monoksid (AlO), na primer, so odkrili v plinski fazi po eksploziji zvezde in v zvezdnem absorbcijskem spektru. Bolj temeljito so raziskane spojine s formulo R4Al2, ki vsebujejo vez Al-Al. R so veliki organski ligandi.

## Uporaba

### Aluminij
Aluminij je najbolj razširjena barvna kovina.  Svetovna proizvodnja aluminija leta 2005 je znašala 31,9 milijonov ton. Presegala jo je edino proizvodnja železa z 837,5 milijona ton.
Večina aluminija je v zlitinah, ki imajo bistveno boljše mehanske lastnosti, predvsem če so temprane. Aluminijeve folije in pločevinke so zlitine z 92-98 %  aluminija. Glavni legirni elementi so baker, cink, magnezij, mangan in silicij (duraluminij). Vsebnost drugih legirnih kovin je največ nekaj odstotkov.
Največji porabniki aluminija so:
- industrija vozil (osebni avtomobili in tovornjaki, letala, železniški vagoni, plovila, kolesa ipd.), v katerih je vgrajen v obliki plošč, cevi in odlitkov
- embalaža (pločevinke, folije, ohišja itd.)
- gradbeništvo (okna, vrata, obrobe, žice itd.)[46]
- gospodinjski pripomočki, na primer posoda in pribor, kiji za bejzbol, ure itd.[47]
- drogovi za ulično razsvetljavo, jambori jadrnic, smučarske palice
- električni vodniki
- MKM jeklo in Alnico magneti
- elektronska industrija in proizvodnja zgoščenk (izredno čist aluminij z 99,980% -  99,999% Al)
- hladilniki za elektronske naprave, na primer tranzistorje in centralne procesne enote
- podlaga za laminate v LED svetilkah
- pigment v srebrnih barvnih premazih, pirotehniki in termitu (fino uprašen)
- proizvodnja vodika v reakciji s klorovodikovo kislino ali natrijevim hidroksidom
- zlitine z magnezijem za trupe letal
- denar
- glasbila, na primer kitare; proizvajalca Kramer Guitars in Travis Bean izdelujeta nekaj modelov kitar z aluminijstimi vratovi, ki dajejo glasbilom zelo značilen zvok

Na vseh področjih, kjer sta bolj kot obstojnost proti koroziji in obdelovalnost pomembni trdota in trdnost, se uporabljajo aluminijeve zlitine. Na ravne podlage se z naparevanjem ali kakšnim kemijskim postopkom lahko nanese zelo tanek sloj aluminija, ki služi kot  zaščitna prevleka ali kot zrcalo.

### Spojine
Večina aluminijevih spojin je dokaj nestrupenih, zato se na veliko uporabljajo na več področjih.

#### Glinica
Glinica (Al2O3) in spremljajoči oksihidroksidi in trihidroksidi se v velikih količinah rudarijo ali proizvajajo iz aluminijevih mineralov. Velika večina glinice se porabi za proizvodnjo aluminija. Glinica kot taka se uporablja predvsem kot adsorbent, na primer za odstranjevanje vode iz ogljikovodikov. Vlaga v ogljikovodikih lahko onemogoči njihovo uporabo v nekaterih industrijskih procesih. Aluminijevi oksidi so katalizatorji na primer v Clausovem procesu za odstranjevanje vodikovega sulfida iz naftnih derivatov in alkiliranje aminov.  Služi lahko tudi kot nosilec za fino dispergirane katalizatorje, na primer platino.  Glinica je tudi zelo trda (trdota po Mohsovi lesvici = 9), zato se uporablja kot abraziv, zaradi inertnosti pa na primer v visokotlačnih natrijevih svetilkah.

#### Sulfati
Uporabnih je več aluminijevih sulfatov. Letna proizvodnja aluminijevega sulfata (Al2(SO4)3•18H2O) je nekaj milijonov ton. Približno polovica se ga porabi za obdelavo vode.  Naslednje največje področje njegove uporabe je papirništvo. Uporablja se tudi kot sredstvo za jedkanje, zaviralec gorenja, aditiv v prehrambenih proizvodih in strojilo za usnje. Aluminijev amonijev sulfat (NH4)Al(SO4)2•12H2O), znan tudi kot amonijev galun,  se uporablja za jedkanje in strojenje usnja. podobno uporabnost ima aluminijev kalijev sulfat  ([Al(K)](SO4)2)•12H2O) ali kalijev galun. Uporaba obeh galunov se zmanjšuje.

#### Kloridi
Aluminijev klorid (AlCl3) se uporablja za rafiniranje nafte in proizvodnjo sintetične gume in polimerov. Aluminijev klorohidrat, ki ima podobno ime, ima manj obsežno in povsem drugačno uporabnost. Uporablja se kot trdilec in sredstvo proti znojenju. Je vmesni produkt v proizvodnji kovinskega aluminija.

#### Manj pomembne spojine
Manj pomembne spojine kljub omejeni uporabnosti dosegajo letno proizvodnjo nekaj tisoč ton. Ena do njiih je aluminijev acetat, ki se v vodni raztopini uporablja kot astringent. Aluminijev borat  (Al2O3•B2O3) se uporablja za proizvodnjo stekla in keramike, aluminijev fluorosilikat (Al2(SiF6)3) pa za proizvodnjo sintetskih dragih kamnov, stekla in keramike.  Aluminijev fosfat (AlPO4) se uporablja v proizvodnji stekla in keramike, papirne kaše in papirnih proizvodov, kozmetike, premazov, firneža in zobnega cementa. Aluminijev hidroksid (Al(OH)3) se uporablja kot antacid, lužilo, sredstvo za čiščenje vode, v proizvodnji stekla in keramike in vodoodpornih tkanin. Litijev aluminijev hidrid je močan reducent o organski kemiji. Organske aluminijeve spojine so močne Lewisove kisline in kokatalizatorji. Metilaluminoksan, na primer, je kokatalizator v Ziegler-Nattovi polimerizaciji olefinov, na primer polietilena.

### Zlitine
Aluminijeve zlitine imajo veliko različnih uporabnih lastnosti. Sistemetično se označujejo   s številkami  (ANSI) ali z imeni, v katerih je navedena najpomembnejša legirna kovina (DIN in ISO).
Trdnost in trajnost zlitin je zelo različna in ni odvisna samo od legirnih elementov, ampak tudi od proizvodnega procesa in toplotne obdelave. Slabo poznavanje teh vidikov je večkrat povzročilo njihovo napačno uporabo, kar je zlitine spravilo na slab glas.
Pomembna omejitev aluminijevih zlitin je dinamična vzdržljivost oziroma utrujenost. Aluminijeve zlitine, za razliko od jekel,  nimajo nobene dobro definirane meje dinamične vzdržljivosti, kar pomeni, da lahko do zloma zaradi utrujenosti materiala pride tudi po zelo majhnem številu cikličnih obremenitev. Načrtovalci morajo zato obremenitve oceniti in izdelek načrtovati za omejeno in ne za neomejeno življenjsko dobo.
Druga pomembna lastnost aluminijevih zlitin je njihova občutljivost na toploto. Postopke, v katere je vključena toplotna obdelava, otežuje dejstvo, da se aluminij stali brez predhodnega žarenja, ki je značilno za železo. Avtogeno varjenje zato zateva veliko izkušenj, ker ni nobenih vidnih predhodnih znakov, kdaj se bo material raztalil. Zlitine so po toplotni obdelavi, kakršni sta na primer  varjenje in spajkanje, podvržene notranjim napetostim. Težave povzročajo tudi nizka tališča, zaradi katerih so bolj občutljive na zvitje zaradi povišane temperature v okolici. Notranje napetosti se lahko zmanjšajo z naknadno toplotno obdelavo, v kateri se toplotno obdelani deli ponovno segrejajo in nato počasi ohladijo (popuščanje).
Nizka tališča aluminijevih zlitin ne izključujejo njihove uporabe v raketarstvu. Uporabljajo se celo v zgorevalnih komorah, v katerih se lahko plini segrejejo do temperature 3500 K.
Pomembna zlitina je tudi aluminijev bron, ki spada med bakrove zlitine.

## Zgodovina
Stari Grki in Rimljani so uporabljali aluminijeve spojine kot pomožno sredstvo za barvanje tkanin in sredstvo za ustavljanje krvavenja pri obvezovanju ran. Galun se še vedno uporablja za ustavljanje krvavenja. Kovinski aluminij je odkril Humphry Davy leta 1808. Imenoval  ga je alumium in ga kasneje preimenoval v aluminium.
Nečist aluminij je prvi proizvedel danski fizik in kemik  Hans Christian Ørsted, ki je brezvodni  aluminijev klorid pomešal s kalijevim amalgamom dobil kepo kovine, podobne kositru. Friedrich Wöhler je poznal Ørstedove eksperimente, ko jih je sam ponovil pa je ugotovil, da je kovina čist kalij. Leta 1827 je poskus ponovil z brezvodnim aluminijevim kloridom in kalijem in dobil aluminij. Izolacijo aluminija se običajno pripisuje Wöhlerju. Aluminij v boksitu je odkril Pierre Berthier. Wöhlerjev postopek je leta 1846 izboljšal Henri Sainte-Claire Deville. V svoji knjigi iz leta 1859 je zapisal, da se aluminijev klorid lahko reducira tudi z natrijem, ki je bolj dostopen in cenejši od kalija. V 19. stoletju je bila do 1880. let proizvodnja  kovinskega  aluminija izredno težavna, zato je njegova cena presegala ceno zlata.  Kovina je bila tako dragocena, da so na Svetovni razstavi leta 1855 v Parizu palice aluminija razstavili skupaj s francoskimi kronskimi dragulji.  Na pojedinah cesarja  Napoleona III. so z aluminijastim priborom lahko jedli samo izbrani gosti, drugi pa so se morali zadovoljiti z zlatim.

### Hall-Héroultov  proces
Elektrolitski proces za proizvodnjo aluminija sta neodvisno eden od drugega razvila Charles Martin Hall v Ohiu, ZDA, in  Paul Héroult v Franciji. Proces, ki se še vedno uporablja, je omogočil masovno proizvodnjo in veliko pocenitev aluminija. Ameriška Pittsburgh Reduction Company, iz katere se je razvila sedanja Alcoa, je začela proizvajati aluminij leta 1888. V Švici je proizvodnja stekla leta 1889 (sedanja družba Alcan), v Veliki Britaniji  pa na Škotskem leta 1896 (British Aluminium, sedanji družbi Luxfer Group in Alcoa).
Leta 1895 je aluminij prodrl že do Sydneya v Avstraliji, kjer so iz njega zgradili kupolo Chief Secretary's Building, v kateri je bil sedež britanske kolonialne uprave.
V prvi svetovni vojni (1914-1918) so zaradi izjemno hitre rasti letalske industrije vlade velikih vojskujočih se držav  zahtevale vedno večje dobave aluminija za gradnjo lahkih okvirjev za letala. Proizvajalce so zato pogosto finančno podprle in zgradile potrebno električno omrežje.
V nekaterih državah so zaradi njegove majhne gostote iz aluminija gradili tudi nadgradnje vojnih ladij.  Po požaru na ladji USS Belknap leta 1975, ki je uničil celotno aluminijasto nadgradnjo, in po pregledu poškodb na britanskih ladjah po falklandski vojni  so prešli z aluminija nazaj na jeklo.  
Aluminijasti električni kabli so se v preteklosti na veliko uporabljali za električne napeljave v stanovanjih. Po več požarih, ki so bili posledica korozije, so aluminijaste kable opustili.

## Vpliv na zdravje
Kljub temu, da je aluminij v naravi zelo razširjen, nima v biologiji nobene  znane vloge. Aluminijeve soli so nenavadno nestrupene. LD50 na primer aluminijevega sulfata je 6207 mg/kg (oralno, miš), kar za 80 kg težko osebo pomeni 500 g. Vpliv aluminija na zdravje se zaradi njegove razširjenosti v naravi in rabi  kljub temu še vedno preučuje.
Nekaj toksičnosti se kaže v odlaganju aluminija v kosti in osrednje živčevje, ki se zelo poveča predvsem pri bolnikih z zmanjšanim delovanjem ledvic. Ker aluminij pri absorbciji konkurira kalciju, lahko prehrana z veliko vsebnostjo aluminija prispeva k zmanjšanju mineralizacije kosti (osteopenija), ki so jo opazili pri prezgodaj rojenih otrocih in otrocih z zavrto rastjo. Aluminij v zelo visokih odmerkih se povezuje tudi s spremembo funkcije krvno-možganske pregrade.
Na aluminij je alergičnih zelo malo ljudi. Pri njih povzroča kontaktni dermatitis, motnje v prebavi, bruhanje in druge težave,  ki se pojavijo tudi pri stiku ali zaužitju na primer sredstev proti potenju in antacidov, ki vsebujejo aluminij. Za osebe brez alergije aluminij vsekakor ni tako toksičen kot težke kovine. Obstaja nekaj dokazov, da je toksičen pri zaužitju več kot 40 mg/dan na kilogram telesne mase. Uporaba aluminijaste kuhinjske posode ne kaže nobene toksičnosti. Bolj nevarna bi lahko bila pretirana uporaba aluminij vsebujočih antacidov in sredstev proti potenju. Študije so pokazale, da absorpcijo aluminija znatno poveča uživanje kisle hrane ali napitkov, maltol, ki se uporablja kot ojačevalec arome, pa poveča akumulacijo aluminija v živčnih tkivih in kosteh. Aluminij poleg tega poviša z estrogenom povezano ekspresijo genov v laboratorijsko gojenih celicah človeškega raka dojk. Zaradi estrogenu podobnih učinkov so te soli razvrščene med kovinoestrogene.
Učinek aluminija v sredstvih proti potenju se je preučeval več desetletij. Raziskave niso dale otipljivih  dokazov za draženju kože. Nekaj zaskrbljenosti so povzročila prehranska barvila in aditivi. Četudi normalna izpostavljenost aluminiju ne predstavlja velike nevarnosti za zdravje odraslih oseb, nekaj raziskav le kaže na možne rizike pri prekomerni izpostavljenosti. Aluminij iz hrane se laže absorbira kot aluminij iz vode. Aluminij je kljub temu klasificiran kot nekarcinogen.
Pri sumu na zaužitje velike količine aluminija, se poškodovanca zdravi z diferoksamin mesilatom, ki tvori aluminijeve kelate in pomaga odstraniti aluminij iz telesa.

### Alzheimerjeva bolezen
Aluminij so dolgo časa imeli za faktor tveganja za Alzheimerjevo bolezen. Zaradi onesnaže vode po incidentu v Camelfordu je veliko ljudi zaužilo velike količine aluminijevega sulfata. Raziskave njegovega daljnoročnega vpliva na zdravje so še v teku, pri obdukcijah žrtev pa so v njihovih možganih odkrili povečano vsebnost aluminija. Z nadaljnjimi raziskavami se poskuša ugotoviti, ali obstaja kakšna povezava med aluminijem in cerebralno amiloidno angiopatijo.
Trenutno med zdravniki in znanstveniki prevladuje mnenje, da rezultati dosedanjih raziskav niso prepričljivo dokazali vzročne povezave med aluminijem in Alzheimerjevo boleznijo. Nekatere študije kljub temu kažejo, da vzročna povezava obstaja, in navajajo aluminij kot dejavnik tveganja za Alzheimerjevo bolezen. V nekaterih delih možganov so sicer odkrili povečano vsebnost aluminija, vendar bi ta lahko bila posledica in ne povzročitelj bolezni.

## Vpliv na rastline
Aluminij spada med primarne dejavnike, ki zmanjšujejo rast rastlin na kislih tleh. Na  nevtralnih tleh je za rast rastlin na splošno nenevaren, v kislih tleh pa nastajajo Al3+ ioni, ki očitno zmotijo rast korenin in njihovo funkcijo.
Večina kislih tal je prisotnosti aluminija nasičena z aluminijevimi namesto z vodikovimi ioni. Kislost tal je torej posledica hidrolize aluminijevih spojin.
Pojem  »korigiranega potenciala apna«, s katerim se opredeljuje bazičnost tal, je postal podlaga za postopke, s katerimi se laboratorijsko določa potrebe tal po apnu.
Pšenico se poskuša gensko prilagoditi tako, da bi aluminij sprožil sproščanje organskih spojin, ki se vežejo na škodljive aluminijeve katione. Za sirek velja, da že ima takšen mehanizem tolerance. Prvi gen aluminijeve tolerance pri pšenici so že odkrili. Pokazalo se je, da je enak genu aluminijeve tolerance sirka,   kar pa ne veja tudo za vse druge rastline.

## Biološka razgradnja
Špansko znanstveno poročilo iz leta 2001 trdi, da gliva Geotrichum candidum uničuje aluminij v zgoščenkah. Po letu 2001 ni bila opravljena nobena druga raziskava, zato se vse kasnejše omembe sklicujejo nanj. Bolj dokumentirano je delovanje bakterije Pseudomonas aeruginosa in glive Cladosporium resinaeare, kateri pogosto odkrijejo v rezervoarjih za letalska goriva na osnovi kerozina in na gojišču lahko razgrajujeta aluminij. Razgradnja aluminija ni posledica neposrednega napada bakterije oziroma glive, temveč rezultat njihovih korozivnih odpadkov.